# 3a etapa del Tour de França 2008

Perfil de la 3a etapa del Tour de França 2008

La 3a etapa del Tour de França 2008 es va disputar el 7 de juliol, entre les ciutats de Saint-Malo i Nantes. El recorregut fou de 208 km.

## Perfil de l'etapa
La sortida de l'etapa té lloc a Saint-Malo, al departament d'Ille i Vilaine, però al km 5 els ciclistes entren al de les Costes del Nord, per retornar al d'Ille i Vilaine al km 42,5. Al km 119,5 entren al departament del Loira Atlàntic. L'avituallament s'efectuà a Lieuron, al km 109,5. Els ciclistes entren a Nantes travessant diverses viles de la seva aglomeració urbana: Indre, Couëron i Saint-Herblain. La meta està situada al moll de la ciutat de Nantes, amb uns darrers quilòmetres d'etapa totalment plans.
L'etapa no presenta cap port de muntanya durant el seu traçat, però sí tres esprint intermedis durant el primer tram de l'etapa: a Saint-Piat (km 21,5), a Bécherel (km 48,5) i a Montauban-de-Bretagne (km 62).

## Desenvolupament de l'etapa
Des de la sortida real de l'etapa, a la presa de la Rance, el corredor estatunidenc William Frischkorn llança un atac, al qual s'uneixen l'italià Paolo Longo Borghini i els francesos Samuel Dumoulin i Romain Feillu. Aquest darrer, que es troba a 18 segons del mallot groc, Alejandro Valverde, és el més ben col·locat a la classificació general.
L'escapada arriba a obtenir una màxima diferència de 14' 50" al km 64 de l'etapa. El treball de diversos equips per reduir les diferències farà que aquesta vagi disminuint, sent encara de 9' 50" al km 103 i de 6' 25" a falta de 40 km de l'arribada. El vent fort i la pluja pertorben la carrera que es fa favorable als escapats en els últims quilòmetres. El gran grup, davant la impossibilitat d'agafar els escapats, intenta que la diferència sigui la menor possible. Diversos trencaments al capdavant del gran grup animen la situació de la cursa, fent que el Quick Step es posi al capdavant del primer grup per evitar que els grups endarrerits poguessin enllaçar.
Ja als carrers de Nantes, Longo Borghini queda despenjat dels seus companys d'escapada, que es disputaran l'esprint final. El vencedor de l'etapa serà Dumoulin, seguit per Frischkorn i Feillu. Un primer grup, encapçalat per Robbie McEwen, arriba a 2' 03". Un segon grup, amb Denís Ménxov i Riccardo Riccò acaba a 2' 41" dels vencedors i un tercer ho fa a 4' 55".
Samuel Dumoulin signa la seva primera victòria d'etapa en una gran volta i Romain Feillu es converteix en el nou mallot groc, alhora que també lidera la classificació dels joves. Alejandro Valverde, líder fins aquell moment passa a ser quart a 1' 45". Kim Kirchen lidera la classificació dels punts i Thomas Voeckler la de la muntanya.
Una caiguda a manca de 23 km de l'arribada en la qual es veuen implicats Nicki Sørensen, Matthieu Sprick i Ángel Gómez provoca l'abandonament d'aquest darrer.

## Esprints intermedis
- 1r esprint intermedi. Saint-Piat (km 21,5)

| 1r | Samuel Dumoulin      | 6 pts |
| 2n | Paolo Longo Borghini | 4 pts |
| 3r | Romain Feillu        | 2 pts |

- 2n esprint intermedi. Bécherel (km 48,5)

| 1r | Paolo Longo Borghini | 6 pts |
| 2n | Romain Feillu        | 4 pts |
| 3r | William Frischkorn   | 2 pts |

- 3r esprint intermedi. Montauban-de-Bretagne (km 62)

| 1r | William Frischkorn | 6 pts |
| 2n | Romain Feillu      | 4 pts |
| 3r | Samuel Dumoulin    | 2 pts |

## Classificació de l'etapa
| Pos. | Ciclista             | Equip            | Temps      |
| ---- | -------------------- | ---------------- | ---------- |
| 1    | Samuel Dumoulin      | Cofidis          | 5h 05' 27" |
| 2.   | William Frischkorn   | Garmin-Chipotle  | m. t.      |
| 3.   | Romain Feillu        | Agritubel        | m. t.      |
| 4.   | Paolo Longo Borghini | Barloworld       | + 14"      |
| 5.   | Robbie McEwen        | Silence-Lotto    | + 2'03"    |
| 6.   | Erik Zabel           | Milram           | m. t.      |
| 7.   | Óscar Freire         | Rabobank ProTeam | m. t.      |
| 8.   | Thor Hushovd         | Crédit Agricole  | m. t.      |
| 9.   | Robert Förster       | Gerolsteiner     | m. t.      |
| 10.  | Mark Cavendish       | Columbia         | m. t.      |

## Classificació general
| Posició | Ciclista             | Equip            | Temps       |
| ------- | -------------------- | ---------------- | ----------- |
| 1       | Romain Feillu        | Agritubel        | 13h 27' 05" |
| 2       | Paolo Longo Borghini | Barloworld       | + 35"       |
| 3       | William Frischkorn   | Garmin Chipotle  | m. t.       |
| 4       | Alejandro Valverde   | Caisse d'Epargne | + 1' 45"    |
| 5       | Kim Kirchen          | Team Columbia    | + 1' 46"    |
| 6       | Óscar Freire         | Rabobank         | m. t.       |
| 7       | Jérôme Pineau        | Bouygues Télécom | m. t.       |
| 8       | David Millar         | Garmin Chipotle  | m. t.       |
| 9       | Cadel Evans          | Silence-Lotto    | m. t.       |
| 10      | Filippo Pozzato      | Liquigas         | m. t.       |

## Classificacions annexes

### Classificació per punts
| Classificació per punts | Total  |
| ----------------------- | ------ |
| Kim Kirchen             | 69 pts |
| Thor Hushovd            | 64 pts |
| Óscar Freire            | 55 pts |

### Classificació de la muntanya
| Classificació de la muntanya | Total  |
| ---------------------------- | ------ |
| Thomas Voeckler              | 19 pts |
| Sylvain Chavanel             | 11 pts |
| Björn Schröder               | 9 pts  |

### Classificació del millor jove
| Classificació del millor jove | Total       |
| ----------------------------- | ----------- |
| Romain Feillu                 | 13h 27' 05" |
| Andy Schleck                  | + 1' 52"    |
| Iuri Trofímov                 | m. t.       |

### Classificació per equips
| Classificació per equips | Total       |
| ------------------------ | ----------- |
| Garmin Chipotle          | 40h 24' 42" |
| Cofidis                  | + 0' 41"    |
| Barloworld               | 1' 16"      |

### Combativitat
William Frischkorn (Garmin-Chipotle)

## Abandonaments
Ángel Gómez (Saunier Duval-Scott): per caiguda.